# Brachymeria obtusata
Brachymeria obtusata is een vliesvleugelig insect uit de familie bronswespen (Chalcididae). De wetenschappelijke naam is voor het eerst geldig gepubliceerd in 1859 door Förster.